# Le Gai Savoir
Le Gai Savoir is een Franse dramafilm uit 1969 onder regie van Jean-Luc Godard.

## Verhaal
Émile Rousseau en Patricia Lumumba discussiëren over het verval van de Franse taal in de kapitalistische samenleving.

## Rolverdeling
| Acteur            | Personage        |
| ----------------- | ---------------- |
| Juliet Berto      | Patricia Lumumba |
| Jean-Pierre Léaud | Émile Rousseau   |
| Jean-Luc Godard   | Verteller        |